# Philodendron wurdackii
Philodendron wurdackii är en kallaväxtart som beskrevs av George Sydney Bunting. Philodendron wurdackii ingår i släktet Philodendron och familjen kallaväxter. Inga underarter finns listade.